# 도마줄리체

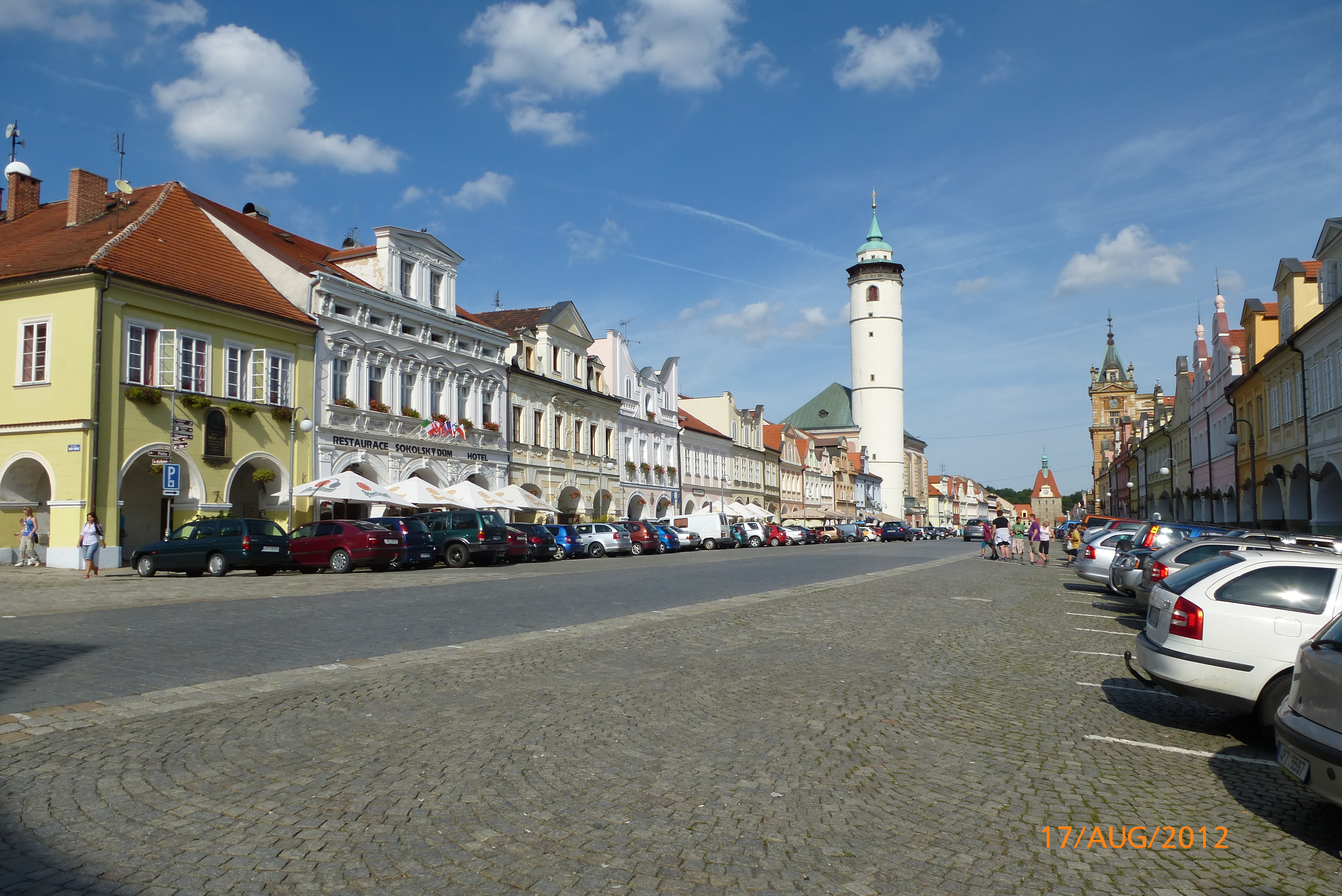
도마줄리체 중앙광장

도마줄리체(체코어: Domažlice, 독일어: Taus 타우스[*])는 체코 플젠 주에 위치한 도시로 면적은 24.61km2, 높이는 428m, 인구는 11,127명(2015년 1월 1일 기준), 인구 밀도는 452명/km2이다.
1231년 문헌에 처음으로 등장했다. 1262년부터 1265년까지 보헤미아의 오타카르 2세 국왕이 바이에른의 침공에 대비할 것을 지시하면서 요새화가 진행되었다.

시기
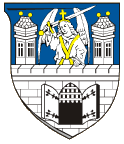
시 문장

## 인구
| 연도 | 인구  | ±%    |
| ---- | ----- | ----- |
| 1869 | 7,319 | —     |
| 1880 | 7,745 | +5.8% |
| 1890 | 8,046 | +3.9% |
| 1900 | 7,907 | −1.7% |
| 1910 | 8,555 | +8.2% |

| 연도 | 인구  | ±%     |
| ---- | ----- | ------ |
| 1921 | 8,049 | −5.9%  |
| 1930 | 9,406 | +16.9% |
| 1950 | 8,995 | −4.4%  |
| 1961 | 7,723 | −14.1% |
| 1970 | 9,044 | +17.1% |

| 연도 | 인구   | ±%     |
| ---- | ------ | ------ |
| 1980 | 11,256 | +24.5% |
| 1991 | 11,519 | +2.3%  |
| 2001 | 11,048 | −4.1%  |
| 2011 | 10,997 | −0.5%  |
| 2021 | 11,056 | +0.5%  |